# 尼古拉·卡利尼奇 (足球運動員)
尼古拉·卡利尼奇（：Nikola Kalinić，1988年1月5日—）是一名克罗地亚职业足球运动员，司职前鋒，被曾任国家队主教練比利奇赞美为“克罗地亚足球的未来”。現效力於克罗地亚足球甲级联赛球會夏德。

## 生平

### 球會
卡利尼奇年仅17岁便以租借身份在甲级联赛效力，2007年他与夏德施普列特签订了正式合同，在第一个赛季便有出色表现，攻入18个联赛入球而成为联赛第二位的射手。
2009年8月3日夏德施普列特宣稱卡利尼奇已與英超球會布力般流浪簽署四年合約，轉會費達到1,200萬英鎊。效力兩季在各項賽事合共上陣54場及射入15球，惟一直未獲重用，於2011年8月11日轉投烏克蘭球會迪尼普，轉會費沒有透露。

### 國家隊
卡利尼奇是克罗地亚U-17与U-19队的重要成员，进球率惊人。2008年5月他被选入国家队，随队参加2008年欧锦赛，并被授予9号球衣。2018年世界盃時期因拒絕接受調度當替補，被總教練达利奇直接開除送回國；而最終個人在2018年世界盃後發表宣明，因背部受傷，結束了國家隊的生涯

## 榮譽

### 球會
馬德里競技
- 歐洲超級盃: 2018冠軍

## 外部連結
- Nikola Kalinić profile at the Blackburn Rovers website
- 足球数据库：尼古拉·卡利尼奇的球员统计数据
- Premier League profile
- Nikola Kalinić international stats （页面存档备份，存于） at the Croatian Football Federation website